# Condado de Pondera
O Condado de Pondera é um dos 56 condados do estado norte-americano de Montana. A sede de condado é Conrad, que é também a sua maior cidade. O condado tem uma área de 4248 km² (dos quais 39 km² estão cobertos por água), uma população de 6424 habitantes, e uma densidade populacional de 2,4 hab/km² (segundo o censo nacional de 2000). O condado foi fundado em 1919 e o seu nome, que era originalmente pend d'oreille, palavra em língua francesa para designar brinco, mudou para evitar confusão com o lago Pend Oreille e a localidade de Ponderay no Idaho.

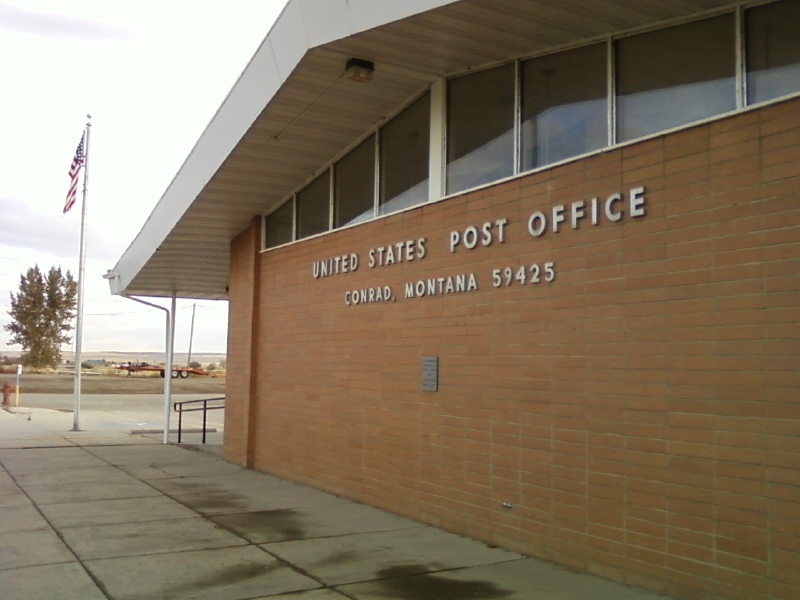
Posto dos correios no condado de Pondera em Conrad, Montana